# Mi Ultima Solucion
Mi Ultima Solucion est un groupe de pop punk argentin, originaire de Palermo, à Buenos Aires.

## Biographie
Le groupe est formé en 2011 par Sebástian Vazquez (chant), Gonzalo Uriarte (claviers), Mauricio Baccelliere (basse), et Luciano Di Mieri et Taiel Pomes Figueroa (guitares), à Palermo, à Buenos Aires. Leur premier album studio, En cada caída, est publié le 3 décembre 2012 en Argentine au label Pinhead Records. Cet album devait à l'origine être publié le 29 septembre, mais sa date de sortie sera repoussée, qui est notamment causée par le départ du bassiste Mauricio Baccelliere. L'album est produit aux Studios Infire par Javier Casas. La préproduction de l'album dure, selon le groupe, à peine un an.
Durant son existence, Mi Ultima Solucion joue aux côtés de groupes notoires comme Coralies, Valor Interior, Deny et Memphis May Fire. Leur concert avec Memphis May Fire s'effectue le 17 septembre 2012 à Buenos Aires. Le 20 avril 2013, le groupe joue avec Attaque 77 et Melian à leur tournée Resistance Tour à Haedo, près de Buenos Aires. Le 26 mai 2013, le groupe effectue sa tournée En cada caida Tour avec All for Love à Buenos Aires. Le 28 mai 2014, ils jouent avec Of Mice and Men et A Day to Remember, au Tag de Buenos Aires.
Pendant ce temps, le batteur Gonzalo Uriarte quitte également le groupe. Il est remplacé par Tobias Gomez Antolini, qui est également actif au sein du groupe En Nuestros Corazones. Pipi Astete Navarro est recruté comme nouveau bassiste. Le 28 mars 2015, le groupe publie son deuxième album, Falsos monumentos, chez Pinhead Records.

## Style musical
Le groupe joue un mélange de pop punk et de metalcore, dans la veine de A Day to Remember, Four Year Strong, Memphis May Fire et Her Bright Skies. Leurs chansons sont écrites en espagnol.

## Discographie

### Albums studio
- 2012 : En cada caída (Pinhead Records)
- 2015 : Falsos monumentos (Pinhead Records)

### Singles
- 2012 : Aguas negras (Avalancha Producciones)